# Tilius
Tilius is een geslacht van kevers uit de familie van de loopkevers (Carabidae). De wetenschappelijke naam van het geslacht is voor het eerst geldig gepubliceerd in 1876 door Chaudoir.

## Soorten
Het geslacht Tilius omvat de volgende soorten:
- Tilius holosericeus (Chaudoir, 1850)
- Tilius lacunosus Basilewsky, 1948
- Tilius obscurellus (Dejean, 1831)
- Tilius quadriimpressus (Fairmaire, 1898)
- Tilius subsericeus Chaudoir, 1876
- Tilius sulcatus Alluaud, 1932